# Меновное
Меновное (каз. Меновное) — сельский округ в Восточно-Казахстанской области Казахстана. Находится в подчинении городской администрации Усть-Каменогорска. Расположено на левом берегу Иртыша у юго-западной окраины Усть-Каменогорска. Административный центр Меновновского сельского округа. Код КАТО — 631031100.

## Население
В 1999 году население всего сельского округа составляло 4476 человек (2170 мужчин и 2306 женщин). По данным переписи 2009 года в сельском округе проживало 4870 человек (2339 мужчин и 2531 женщина).